# 팔영대교
팔영대교(八影大橋)는 전라남도 여수시 화정면 적금도와 고흥군 영남면 우천리를 잇는 다리이다.
여수시와 고흥군을 잇는 11개 교량 건설 사업 중 하나로 건설된 다리로 적금 ~ 영남간 도로 2.97km 구간 공사의 일환으로 건설되었다. 총 연장 1,340m에 주탑 높이는 138m에 이른다.

## 연혁
- 2004년 11월 : 착공
- 2016년 12월 12일 : 명칭을 팔영대교로 결정[2]
- 2016년 12월 27일 : 교량 개통[3]

## 명칭
이 교량의 명칭에 대하여 '팔영대교'를 주장하던 고흥군과 '적금대교'를 주장하던 여수시가 갈등하다가 2016년 12월 12일 제5차 지명위원회에 의해 명칭이 팔영대교로 결정되었다.